# Новиков, Виктор Гаврилович
Виктор Гаврилович Новиков (1941—1991) — советский сталевар, Герой Социалистического Труда (1982).

## Биография
Родился в 1941 году в посёлке Центрального отделения подсобного хозяйства Магнитогорского металлургического комбината.
В 1959 году окончил ремесленное училище № 13 (ныне Профессиональный лицей №13) г. Магнитогорска. Затем пришел в третий мартеновский цех Магнитогорского металлургического комбината и в короткие сроки освоил сложную профессию сталевара. Вместе с коллективом комбината начал борьбу за повышение качества выплавляемого металла.
За время своей работы Виктор Гаврилович обучил большое количество молодых рабочих, пришедших из ПТУ. Сталевар считал, что главное в его, сложной работе, бережное расходование материала, неуклонное соблюдение всех требований технологии. В десятой пятилетке на ММК развернулось движение за стопроцентное выполнение заказов потребителей. Бригадой, в составе которой трудился В. Г. Новиков, в этой пятилетке было произведено 99,7 % стали в соответствии с требованиями заказчиков.
За успешное выполнение плана девятой пятилетки Виктор Гаврилович неоднократно награждался значком «Победитель социалистического соревнования», в марте 1976 года он был награждён орденом Ленина, а в январе 1982 года за успешное выполнение плана десятой пятилетки ему было присвоено звание Героя Социалистического Труда с вручением ордена Ленина и золотой медали «Серп и Молот».
Скончался 18 февраля 1991 года, похоронен на Правобережном кладбище Магнитогорска.